# سيرغي تشوخراي
سيرغي تشوخراي (Sergei Chukhray) (بالروسية: Чухра́й Серге́й Алексе́евич) هو لاعب أولمبي لرياضة كانو-كاياك من الاتحاد السوفييتي. شارك في الأولمبياد الصيفي في 1976–1980، وفاز بما مجموعه 3 ميداليات.

## الميداليات
| ذهب | فضة | برونز | المجموع |
| 3   | 0   | 0     | 3       |

## روابط خارجية
- سيرغي تشوخراي على موقع اللجنة الأولمبية الدولية (الإنجليزية)
- سيرغي تشوخراي على موقع أوليمبيديا (الإنجليزية)